# Раф (актриса)
Раф — французская актриса.

## Биография
Раф родилась в департаменте Нор, Франция, выросла в Бларенгам и получила бакалавриат в июне 2016 года. Раф исполнила роль Билли ван Петегем в «В тихом омуте», снятом Брюно Дюмоном в 2016 году. За эту роль она была номинирована на премию «Сезар» в категории «Самая многообещающая актриса».
В 2018 году актриса приняла участие в съёмках клипа Mama Sorry группы Hyphen Hyphen, где исполнила роль молодой лесбиянки, ставшей жертвой насилия.

## Фильмография
- 2016: «В тихом омуте» Брюно Дюмон: Билли ван Петегем
- 2018: «Капитан Марло» Жозе Дайана, эпизод Ne plus mourir, jamais: Аврора Тамани
- 2021: «Лютер» Давида Морли, два эпизода: Камиль Фредерик

## Музыкальные клипы
- 2018: Клип Mama Sorry группы Hyphen Hyphen

## Номинации
- Люмьер (кинопремия, 2017): Премия «Люмьер» самой многообещающей актрисе за роль в фильме «В тихом омуте».
- Сезар (кинопремия, 2017): Премия «Сезар» самой многообещающей актрисе за роль в фильме «В тихом омуте»